# Rote Spitzen

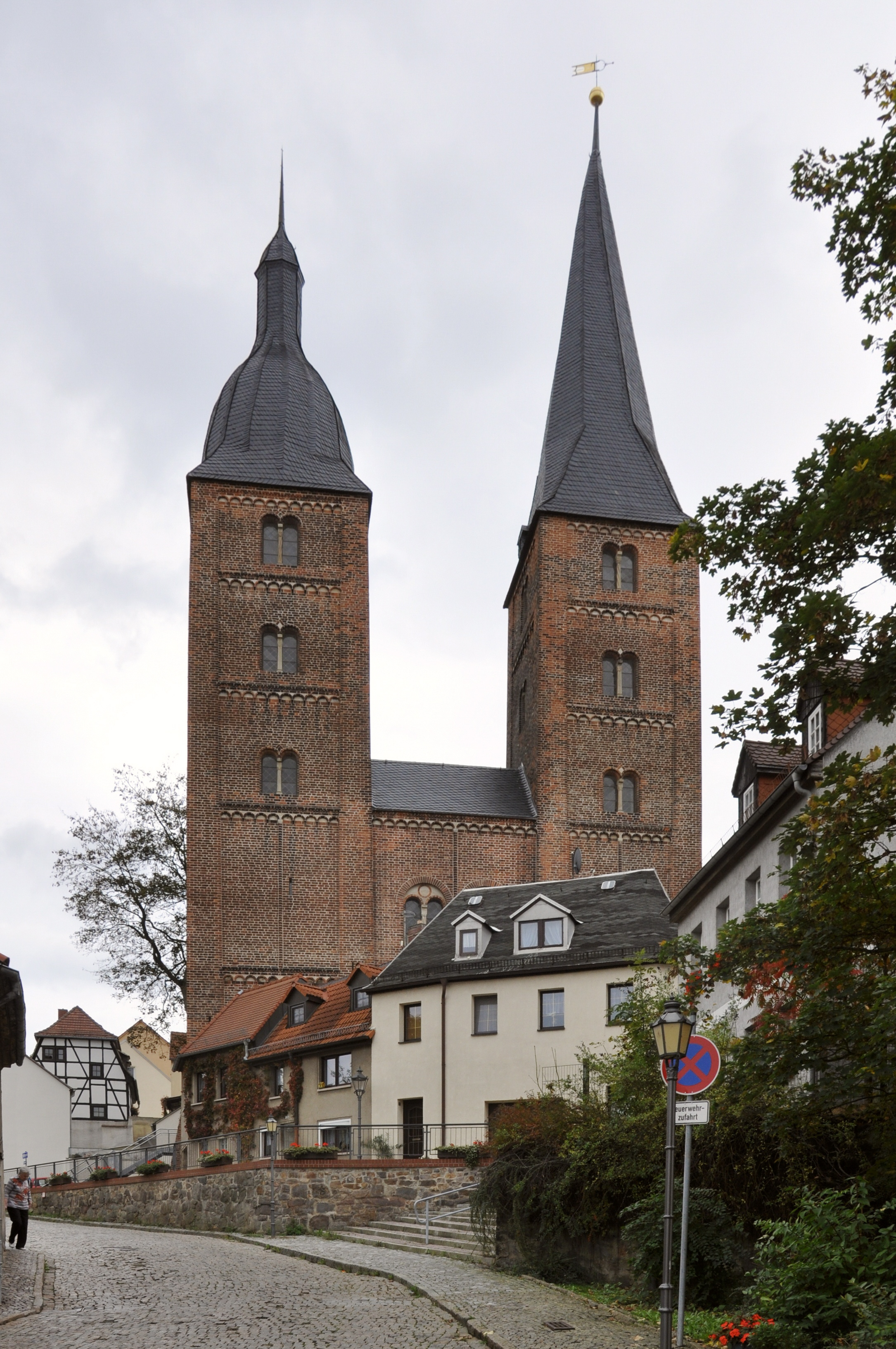
Doppeltürme Roten Spitzen

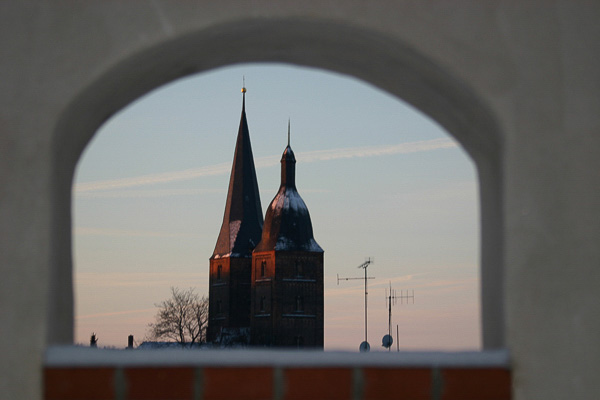
Die Roten Spitzen sind das Wahrzeichen von Altenburg

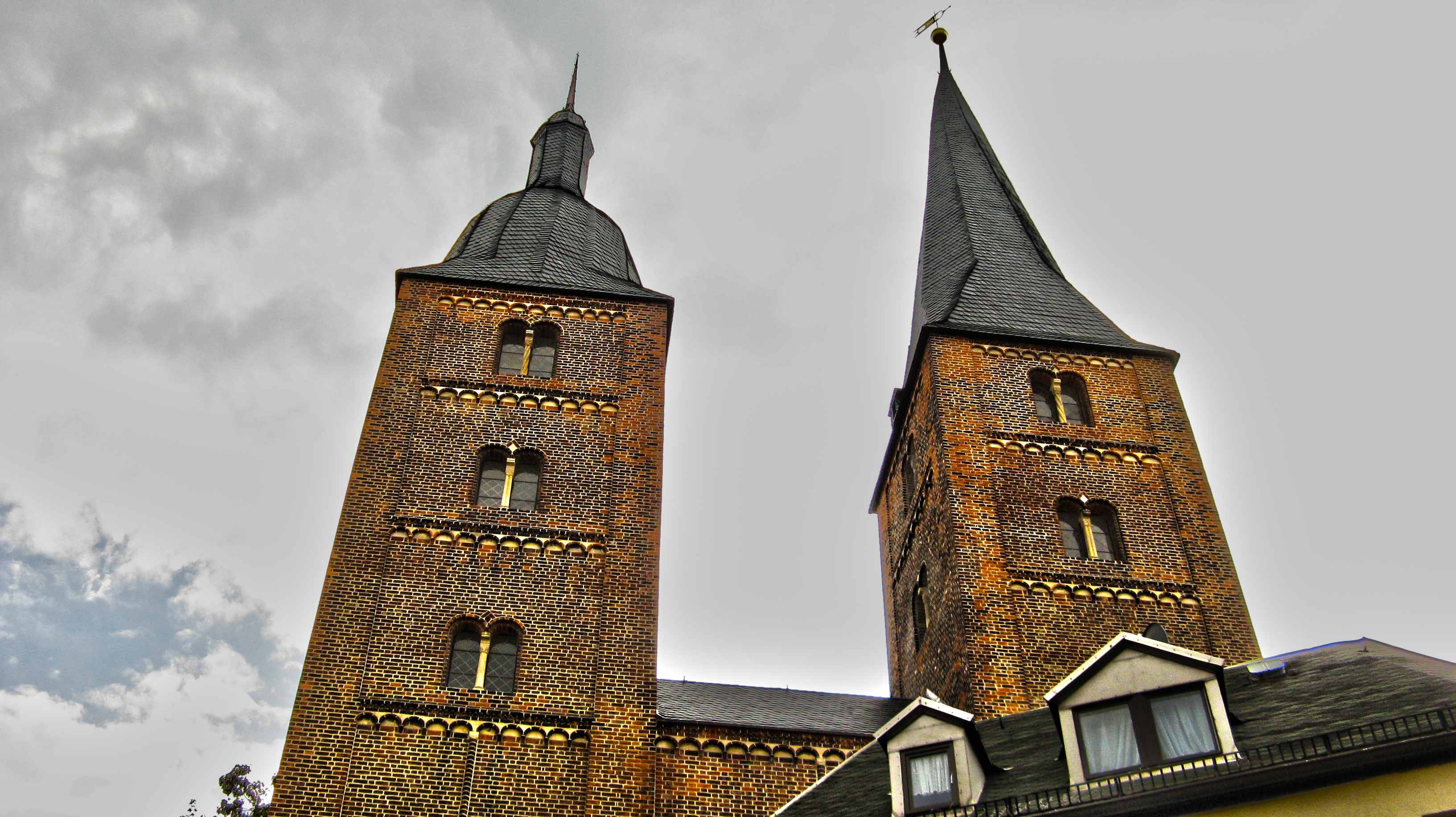
Die Roten Spitzen von Altenburg 2011 (HDR-Foto)

Die Roten Spitzen sind ein Doppelturm und das Wahrzeichen der ehemaligen Residenzstadt Altenburg im Freistaat Thüringen. Sie gehörten einst zur Marienkirche der Augustiner-Chorherren Unser Lieben Frauen auf dem Berge vor Altenburg, das 1165 gegründet wurde. Die Roten Spitzen sind seit 2006 als national bedeutsames Kulturdenkmal anerkannt.

## Geschichte
Die Stiftskirche, zu dem die Doppelturmanlage gehörte, soll 1172 in Anwesenheit von Friedrich Barbarossa und Udo von Naumburg geweiht worden sein. Die Urkunden, die dies belegten, haben sich allerdings als Fälschung erwiesen. Die Kirche wurde im romanischen Stil 1165 bis 1172 aus Backsteinen gebaut. Die Holzdachstühle der Türme datieren aus dem Jahr 1336. Das Stift hatte unter den Reformatoren einen schlechten Ruf und wurde im Jahr 1543 aufgelöst. Schon wenige Jahrzehnte später war das Kirchenschiff verfallen, das Westturmwerk blieb allerdings intakt. 1618 erhielt der Nordturm seine barocke Haube. Die Stadt hatte nach der Klosterauflösung die Gebäude übernommen und 1665 richtete sie darin eine Schule ein. 20 Jahre später wurden die Türme in ein Gefängnis verwandelt und dienten 200 Jahre als solches. Zu Beginn des 17. Jahrhunderts wurde das Kirchenschiff umgebaut und 1669 bis 1671 ein Witwen- und Waisenhaus darin eingerichtet. Die heutige Gestalt erhielt das Bauwerk im 19. Jahrhundert: 1810 wurde es nach einem Brand wieder aufgebaut und Mitte des Jahrhunderts noch durch einen Fachwerkbau ergänzt. Es wurde als Zucht- und Arbeitshaus genutzt. Der Baumeister Friedrich Sprenger führte 1871 bis 1873 umfangreiche Instandsetzungsarbeiten an der Turmanlage durch und entfernte dabei einige Anbauten. Zu DDR-Zeiten befand sich bis 1972 ein Museum für mittelalterliche Handwerkskunst in den Roten Spitzen. Im Juni 2013 eröffnete eine Dauerausstellung zu dem Bauwerk, so dass es jetzt wieder regelmäßig besichtigt werden kann.

## Beschreibung des Gebäudes

### Hauptportal
Das rundbogige Hauptportal mit seiner dreifachen Abstufung und zwei eingelegten Säulen ist der dürftige Rest der alten Klosterkirche. Bei dem Hauptportal handelt es sich um ein sogenanntes Säulenstufenportal, es wird kunstgeschichtlich in das späte 12. Jahrhundert datiert. Die Sandsteine des Portals sind die größten an den Roten Spitzen verbauten Sandsteine, sie wurden wahrscheinlich als besonders wertvolles Baumaterial angesehen. Der Farbwechsel zum roten Backstein ist typisch für die Stauferzeit und sollte die Verbindung zur karolingischen Tradition (Pfalzkapelle Aachen) symbolisieren.
Hinsichtlich des Backsteinbauwerks lässt die Qualität der Bauausführung (verwendete Steine, Fugenausbildung) den Schluss zu, dass diese Arbeiten von italienischen Handwerkern ausgeführt wurden. Die Blattzungenkapitelle der Säulen muten für die Zeit des ausgehenden 12. Jahrhunderts archaisch an. Es mag sich hierbei gleichfalls um einen bewussten stilistischen Rückgriff auf karolingische Traditionen handeln, der mutmaßlich das Herrscherverständnis Barbarossas als Nachfolger von Karl dem Großen illustrierte. Die Säulenschäfte und andere Bauteile aus Sandstein sind mit sekundären Ritzspuren versehen. Diese Ritzspuren hängen ursächlich mit dem symbolischen Schärfen von Waffen zusammen, da man sich durch diese Berührung eine magische Kraft versprach.

### Romanische Malerei des Tonnengewölbes
Die Verputzung des Tonnengewölbes ist noch bauzeitlich und weist romanische Malereien auf. Die Malereien wurden erst in jüngster Zeit entdeckt und sind nur fragmentarisch erhalten. Bei den Malereien handelt es sich um Heiligendarstellungen, wahrscheinlich szenisch, stilistisch gehören sie ins 12. Jahrhundert – spätestens frühes 13. Jahrhundert.

### Eingangshalle/Portalraum
Die Eingangshalle befindet sich im Untergeschoss des Mittelbaus zwischen den Türmen. Oberhalb der Eingangshalle befand sich die zum Kirchenschiff offene Kaiserempore.
Bei der Eingangshalle der Stiftskirche handelt es sich nicht um eine Vorhalle im liturgischen Sinn (Vorkirche, Paradies), sondern um einen Wegeraum. Die besondere Bedeutung wird durch die durchgängige Verwendung von hochwertigen Schraffurziegeln und einer sorgfältigen Fugenausbildung betont. Teile dieses tonnengewölbten Wegeraumes bestanden sicherlich aus einer Treppenanlage, die heute nicht mehr vorhanden und bislang ohne Nachweis ist. Der eigentliche Eingang im Westen war ursprünglich vollständig offen, auch die heutige, nunmehr vermauerte Doppelarkatur ist ein nachträglicher Einbau (aber mittelalterlich). Im Osten befindet sich das Hauptportal. Das Hauptportal wurde als Eingang nur von dem Chorherren selbst genutzt, z. B. bei Prozessionen. Der „öffentliche“ Haupteingang befand sich ursprünglich im nördlichen Seitenschiff.
Ursprünglich hatte der Portalraum nur diese beiden Öffnungen, es gab keine Zugänge in die Türme. Der Eingang zum Südturm vom Portalraum aus wurde nachträglich angelegt und gehört in die Zeit um 1400. In nachreformatorischer Zeit wurde dieser Zugang in den Südturm nochmals verkleinert, weil das Untergeschoss des Südturmes als Gefängnis genutzt wurde.

### Untergeschoss des Südturmes
Anfangs gab es einen Zugang zum Untergeschoss des Südturmes: Über einen Eingang an der Südseite durchquerte man den sich hier anschließenden Westflügel der Klausur. Dieser Eingang wurde vermutlich im Mittelalter geschlossen. Die Ostmauer des Südturmes enthält eine Apsis, was eine Nutzung als Kapelle nahelegt. Diese Apsis zeigt romanische Malereien aus dem mittleren 12. bis frühen 13. Jahrhundert. Diese Malereien wurden jüngst wiederentdeckt. Es handelt sich um die Darstellung einer Marienkrönung in einer Mandorla. Die Rahmung stellt ein Fächerblattfries dar. Von den noch erhaltenen Malereifragmenten der Romanik gilt das Ensemble der Roten Spitzen unter Experten als einzigartig.
1935 fand Hans Höckner bei einer Ausgrabung im Südturm viele Skelette in tumultartiger Anordnung (kein anatomischer Verband). Zwischen den Menschenknochen befand sich Fundmaterial (Keramik) des 17. bis 18. Jahrhunderts. Dabei handelt es sich wohl um mittelalterliche Bestattungen auf dem Stiftsgelände, die bei späteren Baumaßnahmen am Waisenhaus gefunden worden waren und anschließend in einem Sammelgrab wieder beerdigt wurden.
Da Hans Höckner seine Funde nicht dokumentiert hat, wird aktuell eine weitere Ausgrabung durchgeführt. Ein erstes Ergebnis zeigt, dass das Fußbodenniveau des Südturmes mehr als drei Meter über dem heutigen Straßenniveau der Torgasse liegt.